# Orientation (géographie)
Pour les articles homonymes, voir Orientation.
En géographie, comme au sens littéral, l'orientation désigne ou matérialise la direction de l'orient (lever du soleil à l'équinoxe) et des points cardinaux (nord de la boussole) ;
- dès les origines du christianisme, la prière liturgique chrétienne se pratique tournée dans la direction de l'orient ; cet usage, maintenu par les chrétiens d'Orient, a été perdu en Occident à partir des Réformes protestante et catholique du XVIe siècle ; la direction de l'orient n'est pas celle de Jérusalem (qui est au sud de la Russie et de la Scandinavie et à l'ouest de la Mésopotamie), mais celle du « Soleil levant venu d'en haut », le Christ, « Soleil de Justice » dont le veilleur (celui qui prie) attend durant la nuit la venue glorieuse ; les églises anciennes sont donc tournées vers l'est, où que ce soit dans le monde ; voir Carte en T ;
- par analogie la qibla, la direction de la prière islamique vers La Mecque, est parfois appelée orientation ;
- par extension l'orientation désigne la position d'objets par rapport au soleil (la bonne orientation d'une maison), aux vents, aux courants, aux espaces et zones d'une cité ou d'une ville, … Orienter une carte, marquer l'orient sur quelque chose (1694). ;
- en urbanisme : orientation par rapport au soleil, aux vents, aux vues, aux courants… des villes, des rues, des bâtiments, des pièces… ; table d'orientation.

Il en dérive le sens de l'orientation des hommes, animaux ou robots, c'est-à-dire leur faculté ou leur qualité à s'orienter dans l'espace, sur les chemins, dans les villes, … ou dans le temps. S'orienter sur les étoiles (navigation). Jeu d'orientation (1960, boy-scouts)
- en médecine et en pédagogie, l'orientation est la capacité qu'a une personne à se situer dans l'espace et dans le temps ; c'est un des objectifs pédagogiques de l'enseignement aux enfants en bas âge ; c'est également un indicateur de l'état de conscience d'un patient, un problème d'orientation peut indiquer une souffrance cérébrale (traumatisme crânien, tumeur au cerveau, accident vasculaire cérébral, intoxication, toxicomanie…) ou une dépression ;
- en sport, voir course d'orientation, Orient'Show.

Il en dérive également les méthodes et techniques d'orientation dans l'espace développées pour les voyages, les expéditions, les relevés, les cartes, les plans, les vues, ce qui relève selon les cas de savoirs spécifiques : 
- la géométrie ;
- la géographie ;
- l'urbanisme ;
- la cartographie ou la topographie ;
- des instruments de navigation, en premier lieu la boussole.

Dans l'implantation d'un bâtiment, l'orientation par rapport au soleil est déterminante dans la thermique du bâtiment.